# Шипуновський
Шипуновський (рос. Шипуновский) — селище у Сузунському районі Новосибірської області Російської Федерації.
Входить до складу муніципального утворення Шипуновська сільрада. Населення становить 155 осіб (2010).

## Історія
Згідно із законом від 2 червня 2004 року органом місцевого самоврядування є Шипуновська сільрада.

## Населення
| 2002 | 2007 | 2010 |
| ---- | ---- | ---- |
| 141  | ↗169 | ↘155 |